# 사오둥시
사오둥시(한국어: 소동시, 중국어: 邵东市, 병음: Shàodōng Shì)은 중화인민공화국 후난성 사오양 시의 현급시 역이다. 넓이는 1,778.47km2이고, 인구는 2020년 기준으로 1,038,400명이다.

## 지리
구릉이 61.18%, 산지가 21.69%, 평지가 10.85%를 차지한다. 연평균 기온은 16.6°C이고 연평균 강수량은 1150~1350mm이다. 무상일수는 270일이다.

## 행정 구역
3개 가도변사처, 18개 진, 4개 향을 관할한다.
- 가도변사처: 大禾塘街道、两市塘街道、宋家塘街道.
- 진: 牛马司镇、界岭镇、九龙岭镇、仙槎桥镇、火厂坪镇、佘田桥镇、灵官殿镇、团山镇、砂石镇、廉桥镇、流光岭镇、流泽镇、魏家桥镇、野鸡坪镇、杨桥镇、水东江镇、黑田铺镇、简家陇镇.
- 향: 双凤乡、周官桥乡、堡面前乡、斫𥕢乡.